# Самбо-70
«Самбо-70» — образовательное учреждение спортивной направленности, Москва. С 1992 года генеральным директором школы являлся Ренат Лайшев, заслуженный тренер России, доктор педагогических наук, профессор, депутат московской городской думы VI созыва. С 2021 по 2022 год руководителем являлся Дмитрий Валериевич Кузнецов.
С 21 октября 2022 года на должность генерального директора ГБОУ «ЦСиО „Самбо-70“» Москомспорта назначен выпускник «Самбо-70», кандидат педагогических наук Сергей Владимирович Соломатин.

## Этапы становления

### Зарождение
Идея обучения детей и подростков борьбе появилась у чемпиона СССР по самбо  Давида Львовича Рудмана (1943—2022) ещё в Куйбышеве (ныне —Самара), рассказывал он в интервью:
Я всех всегда тащил с собой в самбо. В институте всю группу привлек к тренировкам, секцию создал. Хотел школу еще в Куйбышеве в 1967-м создать. Но не вышло. А в Москве получилось.
Спортивная секция самбо была основана Д. Л. Рудманом на базе школы № 113 города Москвы, в непосредственной близости от его места жительства в столице, куда он только-только переехал. Там он и начал преподавать самбо, увлекая в спорт ребят из округи. «Давид Рудман набирает группу для самбо», — гласили объявления в районах Коньково и Теплый Стан — тогда эти районы только появились и были на окраине города. Первая тренировка состоялась 28 сентября 1970 года. 
11 ноября 1970 года на общем собрании занимающихся в спортивной секции было принято единогласное решение о названии школы — «Самбо-70». Занятия борьбой оказались настолько востребованными, что к лету 1971 года в секции занималось несколько сотен человек.
В мае 1971 года школе дали подвальное помещение при жэке № 22  по адресу ул. Островитянова, дом 23, корпус 5, которое воспитанники переоборудовали собственными руками. Исторический зал школы сохранился и до сих пор действует под названием «Клуб „Самбо-70“ на Арцимовича» (прежний адрес здания сменил название на ул. Академика Арцимовича, дом 13). Его возглавляет мастер спорта СССР Михаил Николаевич Громов, ученик Рудмана, чемпион мира по самбо, трехкратный  серебряный призёр, трехкратный бронзовый призер  чемпионата мира, чемпион России.
В 1973 году, после того как отец-основатель завоевал золотую медаль на чемпионате мира в Тегеране, школа получила статус детско-юношеская спортивная школа (ДЮСШ) № 2 Черемушкинского района Москвы.

### Расширение «Самбо-70»
В 1974 году состоялось открытие первого спецкласса в школе № 930 Москвы, а в 1975 году школа приобретает статус СДЮСШОР № 2 «Самбо-70».

Д. Л. Рудман подчёркивал, что для него первоочередная задача — воспитывать духовно и физически здоровых людей, которые «живут одной идеей и помогают друг другу». Воспитание самбистов основывалось и основывается  на трёх китах: гармоничное развитие личности, самоуправление и формирование команды единомышленников. Целью клуба было и остаётся сохранение принципов:  поддержание спортивного образа жизни и здоровья  детей, преемственность поколений, передача опыта от старших к младшим. В клубе сохраняются атрибуты советской спортивной культуры — единообразная форма для занятий, гимн, знамя, принятие в почётные члены клуба и члены клуба. Д. Л. Рудман говорил: 
Школа — это наша семья. Сейчас бывшие ученики приводят уже не детей — внуков своих. Нас все знают. И мы знаем всех. Можно сказать, мы развели семейственность — в самом хорошем смысле этого слова.
13 августа 1976 года состоялся переезд в здание по ул. Новаторов, дом 40 (5-й этаж), и открытие спецшколы № 8 со спортивным уклоном.
В 1977 год состоялся первый выпуск спецкласса по борьбе самбо. Среди выпускников был и будущий генеральный директор Центра образования «Самбо-70» Р. А. Лайшев.
8 августа 1978 года в 8-м микрорайоне Теплого Стана Черемушкинского района Москвы был выделен земельный участок под строительство общеобразовательной школы со спортивным уклоном, а уже через 5 лет, 9 августа 1983 года, был подписан акт приёмки школы.
В 1983 году школа переехала в собственное здание на ул. Академика Виноградова, дом 4Б.
20 января 1992 года директором «Самбо-70» был назначен Р. А. Лайшев.
С 29 января 1992 года школа именуется как СДЮСШОР № 32 «Самбо-70», а с 10 июня 1992 года — Учебно-спортивный комплекс «Самбо-70».
С 3 марта 2000 по 2013 год школа носила название Центр образования «Самбо-70».
13 ноября 2012 год — распоряжение Москомспорта о реорганизации и присоединении к «Самбо-70» шести спортивных школ ЮЗАО г. Москвы. Завершение этого процесса состоялось 13 июля 2013 года. Теперь школа носит название Государственное бюджетное общеобразовательное учреждение «Центр спорта и образования  „Самбо-70“» Департамента физической культуры и спорта города Москвы.
13 марта 2013 года президент Российской Федерации Владимир Путин на территории школы (ул. Академика Виноградова, 4Б) открыл современный спортивный комплекс.
В 2013 году по распоряжению Правительства Москвы к «Центру спорта и образования  „Самбо-70“» Москомспорта была присоединена Детско-юношеская спортивная школа № 37 (СДЮСШОР № 37), получившая название отделения «Хрустальный». В этом ледовом дворце, в частности, работала тренер одиночного фигурного катания Этери Тутберидзе, у которой занимались олимпийские чемпионки Алина Загитова и Анна Щербакова, олимпийские чемпионки в командных соревнованиях Юлия Липницкая и Камила Валиева, чемпионка мира Евгения Медведева, чемпионка Европы Алёна Косторная, чемпион Грузии Морис Квителашвили, чемпионы мира среди юниоров Александра Трусова и Алексей Ерохов, чемпионка юниорского Гран-при Полина Цурская. С 1 сентября 2022 года школа «Хрустальный» и одноимённый ледовый дворец перешли в состав ГБУ ДО «Московская академия фигурного катания на коньках», образованного 6 мая 2022 года на базе СШОР № 2 Москомспорта.
27 августа 2021 года председатель Мосгосстройнадзора Игорь Войстратенко подписал разрешение на ввод в эксплуатацию новой школы «Самбо-70» в ТиНАО г. Москвы (адрес: поселение Сосенское, улица Василия Ощепкова, дом 5 в ЖК «Москвичка»). Однако, официально учреждение принадлежит ГБОУ «ЦОиС „Москва-98“» Москомспорта и не ассоциировано с ГБОУ «ЦСиО „Самбо-70“» Москомспорта.